# Emerico Biach
Emerico Biach (Nagykanizsa, 23 novembre 1893 – Buenos Aires, 8 dicembre 1972) è stato un nuotatore italiano.

## Carriera
Nella prima metà degli anni 1920 del XX secolo è stato un discreto dorsista e un buon ranista capace di vincere quasi tutti i titoli italiani tra il 1920 e il 1924; ha disputato la gara dei 200 metri rana anche ai Giochi Olimpici di Parigi del 1924.

## Palmarès
| Giochi Olimpici     | 200 m rana               |
| 1924 Parigi Francia | elim. in batteria 3'26"8 |

### Campionati italiani
8 titoli individuali e 1 in staffetta, così ripartiti:
- 1 nei 100 m dorso
- 1 nei 100 m rana
- 2 nei 200 m rana
- 4 nei 400 m rana
- 1 nella staffetta 3 × 100 m mista

nd = non disputata
| Anno | Edizione | dorso 100 m | rana 100 m | rana 200 m | rana 400 m | mista 3×100 m |
| ---- | -------- | ----------- | ---------- | ---------- | ---------- | ------------- |
| 1920 | Estivi   | 2           | 1          | nd         | nd         | nd            |
| 1921 | Estivi   | 2           | nd         | 1          | 1          | nd            |
| 1922 | Estivi   | 3           | nd         | 2          | 1          | 1             |
| 1923 | Estivi   | 1           | nd         | -          | 1          | nd            |
| 1924 | Estivi   | 2           | nd         | 1          | 1          | nd            |